# 镇海 (蒙古帝国)
鎮海（1169年—1251年），畏兀兒人，走遍天下的大富商，成吉思汗功臣之一。原名沙吾提，中原名稱是鎮海，俗姓田，經商於漠北。寄居克烈部，因此稱為克烈人，正史說他是景教徒，也有人說他是穆斯林。
成吉思汗被王汗擊潰，逃亡呼倫貝爾草原，班朱尼河上游時，同飲河水，吃馬肉，以全副家產充作軍資，是其中一位誓師將軍之一。曾隨軍出征乃蠻、金朝，隨哲別征屈出律，隨朮赤征欽察，有大功。他曾經接見長春真人丘處機，被稱為宣差相公，護送至撒馬爾罕。
成吉思汗平定花剌子模後，曾在阿爾泰山東南屯墾，稱為鎮海城，元太宗曾任命他為必闍赤，即右丞相，蒙哥即位後，因與窩闊台關係密切，與被指與畏兀兒亦都護準備在別失八里殺害回回人，因此被處死。

## 延伸阅读
[在维基数据编辑]
 《元史·卷120》，出自宋濂《元史》
 《新元史/卷133》，出自柯劭忞《新元史》